# ابولیکرو
ابولیکرو (به لاتین: Abolikro) در ساحل عاج است که در vallée du bandama واقع شده‌است.